# 香美町立香住小学校
香美町立香住小学校（かみちょうりつ かすみしょうがっこう）は、兵庫県美方郡香美町香住区にある公立小学校。

## 沿革
- 1887年4月1日 - 森簡易小学校・英進簡易小学校・香住簡易小学校・一日市尋常小学校を設立する。
- 1895年9月1日 - 上記の4校を統合し、香住尋常小学校を設立する。
- 1895年10月1日 - 高等科を設置し、香住尋常高等小学校と改称する。
- 1904年4月1日 - 香住実業補習学校を併設する。
- 1935年8月1日 - 香住実業補習学校を廃止、香住青年学校と改称し独立する。
- 1941年4月1日 - 香住尋常小学校を香住国民学校と改称する。
- 1947年4月1日 - 香住国民学校を香住小学校と改称する。高等科を中学校に編入する。
- 1955年3月25日 - 町村合併により「香住町」発足、香住町立香住小学校と改称する。
- 1965年 - 南校舎完成[1]
- 1970年 - 北校舎完成[1]
- 2005年4月1日 - 香住町・村岡町・美方町合併により「香美町」発足、香美町立香住小学校と改称する。
- 2012年8月 - 鉄筋コンクリート3階建て新校舎完成[2][3]
- 2024年4月1日 - 香美町立佐津小学校、香美町立奥佐津小学校を統合。

## 学校行事
| - 4月 入学式、始業式 - 5月 - 6月 避難訓練 | - 7月 - 8月 終業式 - 9月 始業式 | - 10月 創立記念日 - 11月 - 12月 終業式 | - 1月 始業式 - 2月 - 3月 卒業式、修了式 |

## 通学区域
- 境、一日市、若松、香住、西香住、七日市、駅前、森、間室、油良、矢田、下浜、守柄、加鹿野、鎧[4]

## 進学先中学校
- 香美町立香住第一中学校[5]

## 校区内の主な施設
- 香美町役場
- 香住文化会館
- 香住区中央公民館
- 香住地区公民館
- 香美町香住観光協会
- 香美町立香住第一中学校
- 香住幼稚園
- JR西日本山陰本線香住駅
- 美方警察署 香住警部派出所
- 香住郵便局

## 交通
- 香住駅から北方向に徒歩約7分（500メートル）

## 通学区域が隣接している学校
- 香美町立柴山小学校
- 豊岡市立竹野学園
- 香美町立射添小学校
- 香美町立長井小学校
- 新温泉町立浜坂東小学校
- 香美町立余部小学校